# Erzsébettelek
Erzsébettelek ([ˈɛɾʒeːbɛtˈtɛlɛk]) est un quartier de Budapest situé dans le 2e arrondissement au cœur du vallon de l'Ördög-árok. 